# Antígon de Nicea
Antígon de Nicea (grec antic: Ἀντίγονος; Nicea, segle ii) va ser un astròleg grec.
Se'n conserven tres horòscops d'importants figures històriques del seu temps. El més interessant és l'horòscop de l'emperador Hadrià (76-138 dC) que es coneix per la transcripció que en va fer l'astròleg del segle iv Hefestió de Tebes. És un document d'importància, ja que és l'únic document conegut del que els llatins en deien genitura imperatoria, és a dir un horòscop imperial. Les dades astronòmiques de l'horòscop han permès saber la data exacta del naixement d'Hadrià: va néixer el 24 de gener del 76, al sortir el sol. Era Aquari tant de signe solar com d'ascendent, i tenia la Lluna i Júpiter en conjunció. L'horòscop també explica que l'emperador havia de viure 62 anys i 6 mesos, i recordava alguns successos de la seva vida, com la seva adopció per Trajà. Fa una descripció detallada dels mecanismes astrològics que expliquen els episodis més importants de la vida l'emperador, i finalment, Antígon tracta de justificar astrològicament el culte a l'emperador i la submissió a ell dels súbdits de l'imperi. L'horòscop és molt complex en les seves explicacions i detalla les posicions dels planetes en els seus signes, i les seves relacions amb les estrelles fixes. Aquests detalls van permetre a l'astròleg explicar la fama de viatges d'Hadrià i justificaven l'elecció del seu successor.
D'Antígon de Nicea es coneixen dos horòscops més: un (post mortem) de Gneu Pedani Fusc Salinàtor, nebot d'Hadrià i amb qui va compartir consolat, i a qui l'emperador va ordenar executar, potser perquè un altre horòscop li havia promès l'imperi. El segon horòscop conegut no dona noms, i els estudiosos creuen que es tracta de l'horòscop de P. Aeli Afer, pare d'Hadrià o potser de Servià, cunyat de l'emperador.